# Escuminac
Escuminac är en kommun i provinsen Québec i Kanada. Den ligger i regionen Gaspésie–Îles-de-la-Madeleine, i den östra delen av landet, 700 km öster om huvudstaden Ottawa.
Kommunen är officiellt tvåspråkig (franska och engelska), med 77 % fransktalande och 24 % engelsktalande (modersmålstalare) vid folkräkningen 2021.